# グループ49
グループ49とは、カジミェシュ・セロツキ、タデウシュ・バイルト、ヤン・クレンツからなる3人のポーランドの作曲家を指す。

## 概要
1949年に結成した所以でこの名がつけられた。この会の結成を以ってポーランド楽派の誕生とされるが、この楽派に特有の音響美が開花するのはヤニス・クセナキスのデビュー後のことになる。50年代の時点で個性の萌芽は三人とも認められるものの、彼らが真の個人様式に到達したのは60年代後半以降のことであるので、比較的長持ちした連合であったと言えよう。
セロツキ、バイルトらが作風を60年代末に完成させた後は、クレンツは作曲活動から遠のき指揮活動へ積極的になってゆくが、80年代後半からは作曲活動へカムバックしている。セロツキ、バイルトは1981年に相次いで亡くなり、最後のメンバーのクレンツは2020年に亡くなった。